# William Adams
William Adams (Gillingham, 24 de setembro de 1564 — Hirado, Kyushu, 16 de maio de 1620), também conhecido no Japão por Anjin-sama e Miura Anjin (三浦按針) foi um navegador inglês, o primeiro da sua nacionalidade a chegar ao Japão. James Clavell, no seu livro Shōgun, inspirou-se na sua figura para criar o personagem protagonista John Blackthorne.
Logo após chegar ao Japão, se tornou um importante conselheiro do xogum Tokugawa Ieyasu e construiu para ele os primeiros navios japoneses com o estilo ocidental. Adams foi, mais tarde, importante para estabelecer feitorias para os Países Baixos e a Inglaterra. Ele também estava envolvido no comércio de shuinsen, fretando e comandando vários navios para o Sudeste Asiático. Ele morreu no Japão aos 55 anos e é reconhecido como um dos estrangeiros mais influentes no Japão durante este período.